# پایداری مداری
در ریاضی‌فیزیک و نظریه معادلات دیفرانسیل با مشتقات جزئی، اگر جوابی با داده‌های اولیه به اندازه کافی نزدیک به {\displaystyle \phi (x)} برای همیشه در یک همسایگی کوچک معین از مسیر {\displaystyle e^{-i\omega t}\phi (x)} باقی بماند، به جواب موج منفرد شکل {\displaystyle u(x,t)=e^{-i\omega t}\phi (x)} گفته می‌شود که به‌طور مداری پایدار (به انگلیسی: orbitally stable) است.

## تعریف رسمی
تعریف رسمی به شرح زیر است. سامانه پویایی را در نظر بگیرید
{\displaystyle i{\frac {du}{dt}}=A(u),\qquad u(t)\in X,\quad t\in \mathbb {R} ,}
با {\displaystyle X} یک فضای باناخ بر {\displaystyle \mathbb {C} } ، و {\displaystyle A:X\to X} . ما فرض می‌کنیم که سامانه {\displaystyle \mathrm {U} (1)}-ناوردا است، به طوری که {\displaystyle A(e^{is}u)=e^{is}A(u)} برای هر {\displaystyle u\in X} و هر {\displaystyle s\in \mathbb {R} } .
فرض کنید که {\displaystyle \omega \phi =A(\phi )} ، به طوری که {\displaystyle u(t)=e^{-i\omega t}\phi } جوابی برای سامانه پویا است. ما چنین جوابی را یک موج منفرد می‌نامیم.
ما می‌گوییم که موج منفرد {\displaystyle e^{-i\omega t}\phi } در صورت وجود به‌طور مداری پایدار است اگر برای هر {\displaystyle \epsilon >0} وجود دارد {\displaystyle \delta >0} به طوری که برای هر {\displaystyle v_{0}\in X} با {\displaystyle \Vert \phi -v_{0}\Vert _{X}<\delta } یک جواب {\displaystyle v(t)}  برای همه {\displaystyle t\geq 0} تعریف شده است به گونه‌ای که {\displaystyle v(0)=v_{0}} ، و به گونه‌ای که این جواب را ارضاء می‌کند وجود دارد

## مثال
با توجه به، جواب موج منفرد {\displaystyle e^{-i\omega t}\phi _{\omega }(x)} به معادله غیرخطی شرودینگر
{\displaystyle i{\frac {\partial }{\partial t}}u=-{\frac {\partial ^{2}}{\partial x^{2}}}u+g\!\left(|u|^{2}\right)u,\qquad u(x,t)\in \mathbb {C} ,\quad x\in \mathbb {R} ,\quad t\in \mathbb {R} ,}
که در اینجا {\displaystyle g} یک تابع با مقدار حقیقی هموار است، اگر معیار پایداری واکیتوف-کولوکولوف برآورده شود، از نظر مداری پایدار است:
{\displaystyle {\frac {d}{d\omega }}Q(\phi _{\omega })<0,}
که در اینجا
{\displaystyle Q(u)={\frac {1}{2}}\int _{\mathbb {R} }|u(x,t)|^{2}\,dx}
بار است از جواب  {\displaystyle u(x,t)}، که در زمان پایسته است (حداقل اگر جواب {\displaystyle u(x,t)} باشد به اندازه کافی هموار است).
همچنین نشان داده شد، که اگر {\textstyle {\frac {d}{d\omega }}Q(\omega )<0} در یک مقدار خاص از {\displaystyle \omega } ، سپس موج منفرد{\displaystyle e^{-i\omega t}\phi _{\omega }(x)} لیاپانوف پایدار است، با تابع لیاپانوف که توسط {\displaystyle L(u)=E(u)-\omega Q(u)+\Gamma (Q(u)-Q(\phi _{\omega }))^{2}} ، که در اینجا{\displaystyle E(u)={\frac {1}{2}}\int _{\mathbb {R} }\left(\left|{\frac {\partial u}{\partial x}}\right|^{2}+G\!\left(|u|^{2}\right)\right)dx} انرژی یک جواب است {\displaystyle u(x,t)} ، با {\textstyle G(y)=\int _{0}^{y}g(z)\,dz} پادمشتق (به انگلیسی: antiderivative) از {\displaystyle g}، به شرطی که ثابت  {\displaystyle \Gamma >0} به اندازه کافی بزرگ انتخاب شده است.